# Rockhampton Airport
Rockhampton Airport är en flygplats i Australien. Den ligger i kommunen Rockhampton och delstaten Queensland, omkring 520 kilometer nordväst om delstatshuvudstaden Brisbane.
Närmaste större samhälle är Rockhampton, nära Rockhampton Airport.
I omgivningarna runt Rockhampton Airport växer huvudsakligen savannskog. Runt Rockhampton Airport är det glesbefolkat, med 20 invånare per kvadratkilometer. Genomsnittlig årsnederbörd är 1 140 millimeter. Den regnigaste månaden är januari, med i genomsnitt 296 mm nederbörd, och den torraste är augusti, med 18 mm nederbörd.